# Абжа сир Бандја
Абжа сир Бандја (фр. Abjat-sur-Bandiat) насеље је и општина у југозападној Француској у региону Аквитанија, у департману Дордоња која припада префектури Нонрон.
По подацима из 2011. године у општини је живело 650 становника, а густина насељености је износила 23,53 становника/km². Општина се простире на површини од 27,62 km². Налази се на средњој надморској висини од 268 метара (максималној 355 m, а минималној 196 m).

## Демографија
| 1962. | 1968. | 1975. | 1982. | 1990. | 1999. | 2011. |
| ----- | ----- | ----- | ----- | ----- | ----- | ----- |
| 949   | 837   | 716   | 687   | 693   | 624   | 650   |

График промене броја становника у току последњих година